# Биоцентризм
Биоцентризм — идеология, этическая концепция или научный подход в природоохранном деле, ставящие превыше всего интересы живой природы в том виде, в каком они представляются человеку.
Биоцентризм противопоставляется антропоцентризму в том его наполнении, которое получило широкое распространение в XX веке и согласно которому человек — это хозяин природы, имеющий права изменять и использовать окружающий мир, сообразуясь лишь с собственными интересами. Однако полной противоположностью антропоцентризму является натуроцентризм, ставящий превыше всего природу вообще — абиотическую и биотическую её составляющие.
Биоцентризм является одним из ответвлений экоцентризма — течения биоэтики, исходящего из представлений о заведомом приоритете сохранности экологической сферы планеты (включая и её неживые элементы) над удовлетворением текущих нужд человека (причём в этом также оппонирующего антропоцентризму), и рассматривающего как самостоятельную ценность экосферу в целом. Основное отличие биоцентризма от собственно экоцентризма — наделение первичным приоритетом важности всех живых организмов (то есть, представителей биосферы), и рассмотрение как индивидуумов той их части, для которой это принципиально возможно, не акцентируя при этом особое внимание на проблемах сохранения неживой природы.
Одно из ответвлений — левый биоцентризм (Дэвид Ортон и др), имеющий антикапиталистическую, антииндустриальную и эко-анархическую направленность, близкий идеологии антиглобализма, появившийся в середине 1980-х годов в Канаде, США, Австралии.
Ряд сторонников идеологии биоцентризма в борьбе за свои идеи осуществляют на практике противоправную деятельность, расцениваемую в США как экологический терроризм.

## Истоки возникновения
Биоцентризм является одним из ответвлений экоцентризма — биоэтики, возникшей в XX веке, исходящей из представления об объективном существовании единой системы, в которой все живые организмы планеты Земля — микроорганизмы, растения и животные, включая людей с их ресурсами, хозяйством, техникой и культурой, взаимодействуют между собой и с окружающей природной средой, причем все живые организмы имеют равные права и (внутреннюю) ценность, не зависящие от воли человека. В отличие от антропоцентризма, экоцентристы рассматривают человека в качестве основного виновника и ответчика за все экологические нарушения. В экологической этике биоцентризм ассоциируется с работами Поля Тейлора, в частности с его книгой «Уважение природы» (1986)[уточнить].
Родиной биоцентризма считается США, где в 60-е годы XX века появилось движение поэтов-битников, созданное американскими студентами и преподавателями, которые не разделяли ценности, присущие американскому истеблишменту. Они в знак протеста уходили в горы. Из этой интеллектуальной среды вышла Рэйчел Карсон, написавшая книгу «Молчаливая весна». В книге рассказывается о том, как Земля и всё живое губится пестицидами, и виновны в этом крупные корпорации. Книга стала бестселлером, а её появление, как считается, положило начало широкому экологическому движению.
Доктрина биоцентризма, как часть философии глубинной экологии, впервые была изложена в начале 1970-х годов норвежским философом и зоозащитником Арне Нессом в статье «Поверхностная и глубинная экология в экологическом движении». Данная концепция имеет антииндустриальную и антикапиталистическую направленность.
В некоторых случаях понятие «биоцентризм» используется в узком значении этики дикой природы. Сторонники такого понимания биоцентризма видят дикую природу самоценной и священной вне зависимости от человеческих интересов и суждений о ценности и обладающей свободой от любого человеческого вмешательства, в том числе научного, промышленного, религиозного и рекреационного. Основоположником этого направления экологической этики в 90-е годы XX века стала американский географ и экофилософ Линда Грэбер, выступавшая против любого использования участков дикой природы и за почитание дикой природы как священного пространства. Этика дикой природы требует уважения к автономии дикой природы и способности диких видов самим определять ход собственных жизней. Она запрещает управлять дикой природой и контролировать её, считая это грехом, а неиспользование дикой природы — благом.
Биоцентристы — противники спесиецизма (то есть видового шовинизма). Приверженцы биоцентризма считают, что человек, как существо разумное, имеет моральный долг защищать всех живых существ — животных и растения.
Ряд сторонников биоцентризма, провозглашая своей целью «освобождения животных» проникают в научные лаборатории с целью хищения оттуда подопытных животных без цели последующего сбыта, а правоохранительные органы ряда стран, в частности, США считают такие действия преступными и террористическими.

## Левый биоцентризм
Дэвид Ортон, один из идеологов левого биоцентризма, декларируя цели своих единомышленников, заявил:
Левые биоцентристы противостоят тем, кто ставит вопросы социальной справедливости выше проблем Земли и всех её существ. К животным, растениям и экосистемам следует относиться с теми же моральными нормами, что и к людям.
Оригинальный текст (англ.)Left biocentrists oppose those who elevate social justice above the concerns of the Earth and all its many creatures. Animals and plants and the general ecosystem have to be treated on the same moral plane as humans.
В 1998 году Дэвид Ортон опубликовал постулаты идеологии левого биоцентризма, включающие следующие основные принципы:
- Земля не принадлежит никому.
- Социальная ответственность людей в том, чтобы свести к минимуму своё собственное влияние на Землю.
- Проблему социальной справедливости и классовые вопросы необходимо решать в контексте глубинной экологии.
- Левый биоцентризм против экономического роста и потребительства. Человеческие общества должны жить в своих экологических пределах, чтобы все другие виды могли продолжать процветать. Для обеспечения устойчивого развития необходим биорегионализм, а не глобализм. Устойчивое развитие требует от промышленно развитых стран сокращения своего воздействия на Землю не менее чем в 10 раз.
- Для достижения значимых социальных перемен и разрыва с индустриальным обществом необходима внутренняя духовная трансформация на уровне личности и коллектива. Внутренняя трансформация поможет людям преодолеть недальновидные эгоцентричные интересы личности, семьи, общины и нации в пользу интересов всех биологических видов.
- Эгалитарное общество без сексизма и дискриминации — это цель, к которой, без сомнения, стоит стремиться. Но даже такое общество может вести себя как эксплуататор по отношению к Земле.

## Философия биоцентризма в деле
Философия биоцентризма оказала влияние на подход к устройству национальных парков в США. Во второй половине XX века в американском обществе возникло мнение, что национальные парки не должны быть предназначены для всех людей и что природа в них должна сохраняться в неизменённом виде. Сторонники биоцентризма требовали не допускать реконструкции дорог и оставлять их неудобными и даже опасными. Аргументы оппонентов, указывающих на то, что парки созданы для людей, активно оспаривались сторонниками биоцентризма. На их взгляд, парки созданы прежде всего для природы. Одним из первых документов, свидетельствующих о борьбе биоцентризма с антропоцентризмом на уровне политики национальных парков, стал доклад совета Общества дикой природы министру внутренних дел США Стюарту Юдаллу, подготовленный в 1963 году А. С. Леопольдом, сторонником этики дикой природы. В докладе было отмечено, что на протяжении полувека правительство США отделяло «хороших» животных от «плохих», защищая, к примеру, оленей и пытаясь уничтожить хищников. Биоцентристы рекомендовали поддерживать (и там, где это необходимо, воссоздавать) биосвязи в пределах каждого парка в том состоянии, в каком они были присущи этим местам до появления в них белого человека, что, в частности, подразумевает восстановление популяций крупных диких животных со всеми сопутствующими рисками — угрозой туризму и личной безопасности туристов.
В 70-е годы XX века биоцентристы требовали покончить с полями для гольфа, тенниса и лыжными подъёмниками в национальных парках.
В 1980 году профессор права Мичиганского университета Джозеф Сакс высказал в своей книге «Горы без перил» (англ. Mountains Without Handrails) мысль, что в национальных парках люди должны получать впечатления, контрастные по отношению к тем, которые доступны в условиях цивилизации. Это подразумевает минимизацию контроля за состоянием парков со стороны человека и сокращение количества посетителей. По мнению Сакса, гостиницы, дороги и разные другие удобства, включая, например, перила на смотровых площадках, постепенно должны исчезнуть из национальных парков, даже если это будет связано со смертельным риском для туристов.
В статье, опубликованной в журнале «Огонек» в 2001 году, духовной мотивацией различных «зеленых движений», совершающих противоправные действия на территории многих стран мира, в частности, США, был обозначен биоцентризм. Сами биоцентристы были названы «талибами от экологии», а рост их активности — угрозой принципиально нового типа терроризма.

## Критика
Академик РАЕН Татьяна Акимова и ведущий сотрудник Международного центра экоразвития регионов профессор Владлен Хаскин — авторы учебника «Экология» для студентов вузов — считают, что присвоение природе самостоятельной ценности плохо соотносится с идеологией и практикой природопользования, и какие-либо выводы биоцентризма затруднены к приложению на практике. Кроме того, согласно их мнению, возникновение биоцентризма запоздало по сравнению с его возможной актуальностью: «По меньшей мере, биоцентризм запоздал: слишком мало девственной природы осталось на нашей планете, да и та числится как „ресурсный потенциал“».
В ходе дискуссии на страницах журнала «Общественные науки и современность» в 1997 году её участники указывали на то, что характерная для классической экологии трактовка биосферы в относительной независимости и противопоставленности человеку грозит опасностью «экофашизма» и «мизантропии в зелёной упаковке».
В аспекте современных экологических и социальных проблем биоцентрическая доктрина критикуется с позиций христианства, ислама и иудаизма, которые относительно взаимодействия человека и окружающей среды ориентированы строго антропоцентрически. С христианских позиций биоцентризм может классифицироваться как неоязычество. Христианский антропоцентризм основан на представлениях о человеке как венце творения, который призван главенствовать над природой. В противоположность биоцентризму православное отношение к природе строится на идее её несовершенства, как продукта деградации, вызванной грехопадением. И если дальнейшее совершенствование неиспорченного творения было главной обязанностью и долгом человека до его грехопадения, то в какой мере этот долг вырос перед природой, пораженной его собственным грехом?
Жиров В. К. считает, что в условиях России биоцентрическая этика неприемлема и не может использоваться в качестве идейной основы отношения общества к природе и вопросам сохранения биоразнообразия.